# Witstaartstekelvarken
Het witstaartstekelvarken (Hystrix indica)  is een zoogdier uit de familie van de stekelvarkens van de Oude Wereld (Hystricidae). De wetenschappelijke naam van de soort werd voor het eerst geldig gepubliceerd door Kerr in 1792.

## Voorkomen
De soort heeft een groot verspreidingsgebied in West-Azië en Zuid-Azië.